# The Detour
The Detour, ou La Grande Déroute au Québec, est une sitcom américaine en 42 épisodes de 22 minutes créée par Jason Jones et Samantha Bee, diffusée entre le 11 avril 2016 et le 20 août 2019 sur TBS et depuis le 21 avril 2016 sur The Comedy Network au Canada.
En France, la série est diffusée depuis décembre 2017 sur Warner TV ; et au Québec depuis le 20 mars 2019 sur ICI TOU.TV. Cette série reste inédite dans les autres pays francophones.

## Synopsis
Un road trip familial qui suit deux parents et leurs deux enfants en route vers la Floride, émaillé d'incidents et de catastrophes. Ce trajet s'avère finalement être le point de départ d'un long détour de plusieurs années pour la famille Parker, motivé par de nombreux quiproquos successifs, mais aussi par un enchaînement inattendu de révélations sur cette famille à l'aspect initialement banal.
Les trois premières saisons utilisent un cadre narratif de flashback, commun à tous les épisodes, qui se manifeste par des scènes d'ouverture et de clôture où l'on voit les Parker raconter leur histoire au passé à divers personnages.
La série se distingue ainsi dans le genre des sitcoms par sa forte continuité globale, une petite phrase prononcée dans un épisode pouvant devenir le thème central d'un autre bien plus tard.

## Distribution

### Acteurs principaux
- Jason Jones (en) (VFB : Nicolas Matthys) : Nate Parker Jr.
- Natalie Zea (VFB : Audrey d'Hulstère) : Robin Randall
- Ashley Gerasimovich : Delilah Parker
- Liam Carroll : Jareb « Jared » Parker
- Daniella Pineda : Vanessa (saisons 1 à 3, invitée saison 4)
- Mary Grill : Federal Agent Mary (saison 1, invitée saison 2)
- Laura Benanti : agent Edie Randall (saison 3, récurrente saison 2, invitée saison 4)

### Acteurs Récurrents
- Rebecca Koon (VFB : Carine Seront) : mère de Nate (saisons 3 et 4, invitée saison 1)

## Production
La chaîne TBS a commandé un pilote en octobre 2014 avant de commander une première saison de dix épisodes en février 2015.
Le 6 avril 2016, la chaine a commandé une deuxième saison avant même la diffusion du premier épisode.
Le 25 avril 2017, la série est renouvelée pour une troisième saison.
Le 11 mai 2018, la série est renouvelée pour une quatrième saison.
Le 4 septembre 2019, la série est annulée.

## Épisodes

### Première saison (2016)
1. Pilote (The Pilot)
2. L'Hôtel (The Hotel)
3. Tolérance zéro (The Tank)
4. Le Restaurant (The Restaurant)
5. La Maison d'hôtes (The B & B)
6. Le Mariage (The Wedding)
7. La Route (The Road)
8. La Livraison (The Drop)
9. Le Champ de courses (The Track)
10. La Plage (The Beach)

### Deuxième saison (2017)
Elle est diffusée à partir du 21 février 2017.
1. New York (The City)
2. Le Club (The Club)
3. L'Accouchement (The Tub)
4. Le Tribunal (The Court)
5. La Naissance (The Birth)
6. Le Tournoi (The Tournament)
7. L'USPIS (The Heat)
8. Le Baptême (The Job)
9. Le Dilemme (The Dilemma)
10. Le Voyage (The Trip)
11. La Mule (The Mule)
12. Le Cul (The Ass)

### Troisième saison (2018)
Elle est diffusée à partir du 23 janvier 2018.
1. La Fuite (The Run)
2. La Théorie des genres (The Stop)
3. La Proie (The Mark)
4. Le But (The Goal)
5. Le Bateau (The Boat)
6. Les Vœux (The Vows)
7. Le Naufrage (The Water)
8. L'Avion (The Plane)
9. Les Funérailles (The Funeral)
10. La Fuite (The Escape)

### Quatrième saison (2019)
Elle est diffusée à partir du 18 juin 2019.
1. Les Recherches (The Search)
2. Retour au bercail (The Return)
3. La Sœur jumelle (The Sister)
4. BJ (The B.J.)
5. L'Année (The Year)
6. Le Japon (The Game Show)
7. Nate Parker Senior (The Entertainer)
8. Copie conforme (The Same)
9. La Fiancée (The Bride)
10. Le Mariage (The Groom)

## Personnages

### La famille Parker

#### Nathan «Nate» Parker Jr
Père de famille la plupart du temps raisonnable et conciliant, sa volonté de trop bien faire finit malheureusement souvent par le mettre dans des situations humiliantes, où sa colère achève alors de le ridiculiser. Il est très amoureux de sa femme, et ce malgré de nombreuses courtisanes. Son amour pour sa famille qui lui fait oublier tout recul est le moteur principal de l'histoire.

#### Robin Randall
Même si elle s'affiche comme une femme réfléchie, intelligente, et un brin moralisatrice, son passé fut en réalité rempli d'excès et d'arnaques. Son penchant pour la boisson ou le sexe la ramène d'ailleurs parfois à l'état de fêtarde. Elle prétend systématiquement avoir 39 ans. Son amour pour Nate et leurs jumeaux agissent comme l'élément stabilisateur de sa vie, contrairement à son mari qui lui tente toujours d'en faire plus, mais ce sont bien les révélations fracassantes de ses secrets à elle qui relancent l'histoire.

#### Delilah Parker
Âgée de 13 ans au début de l'histoire, c'est la sœur jumelle de Jared. De loin la personne la plus sensée de la famille, les déboires de ses parents l'obligent néanmoins à régler ses problèmes d'adolescente toute seule. Elle fait alors preuve d'un très fort tempérament.

#### Jared Parker
Âgé de 13 ans au début de l'histoire, c'est le frère jumeau de Delilah. Adolescent naïf, il se laisse la plupart du temps porter par les évènements ou éventuellement par ses hormones. Sa vision des situations improbables que rencontrent la famille diffère généralement radicalement de celle de ses parents.

### Personnages récurrents
Vanessa : Demi-sœur de Robin. Elle est totalement indigne de confiance car presque toujours ivre ou droguée, et traîne avec des bikers. Elle représente ce que Robin aurait pu devenir sans Nate.
Agent Mary : Agent fédéral du FBI, qui apparaît dans les scènes d'ouvertures et de clôtures des épisodes de la saison 1, où elle interroge Nate sur son trajet vers la Floride.
Agent Eddie : Agent fédéral de l'USPIS, elle traque les Parker tout au long des saisons 2 et 3. Elle semble atteinte de sautes d'humeurs pas uniquement imputables à sa grossesse.
JR Randall : Père de Robin et Vanessa, il monte des arnaques diverses qui lui assure une fortune confortable. Il finit par développer malgré lui un sentiment familial envers Robin et ses enfants, alors qu'il n'a élevé aucune de ses filles.
La mère de Nate : est une femme extrêmement vulgaire, qui rabaisse presque toujours son fils qu'elle a élevé seule. Celui-ci semble néanmoins tenir à elle.

## Accueil

### Réception critique
La première saison est accueillie de façon positive par la critique. L'agrégateur de critiques Metacritic lui accorde une note de 69 sur 100, basée sur la moyenne de 19 critiques.
Sur le site Rotten Tomatoes, elle obtient une note moyenne de 83 %, sur la base de 18 critiques.
Pierre Langlais pour Télérama note que la série « profite surtout de comédiens de qualité » et qu'elle arrive à « éveiller notre curiosité ».

### Audiences

#### Aux États-Unis
L'épisode pilote, diffusé le 11 avril 2016, a réalisé une audience de 1,166 millions de téléspectateurs avec un taux de 52 % sur les 18-49 ans lors de sa première diffusion. L'audience moyenne par épisode de la première saison est de 873 000 téléspectateurs. L'audience cumulée moyenne des deux premiers épisodes est de 5,3 millions de téléspectateurs.